# Castle Bromwich
Castle Bromwich – osada i civil parish w Anglii, w West Midlands, w dystrykcie metropolitalnym Solihull. W 2011 civil parish liczyła 11 217 mieszkańców.